# ブラフ (ニュージーランド)
ブラフ（英語: Bluff）はニュージーランド南島の南海岸、サウスランド地区にある港町である。人口は1797人（2018年人口統計）
この町はニュージーランドで最も南にある町である。なお、さらに南にはスロープ・ポイントがあるものの、会話において国の最南端について触れる際には通常はこの町のことが引き合いに出される（例えば「レインガ岬からブラフまで」という言葉がある。なお、レインガ岬は国の北端である）。

## 概要

### 地勢
ブラフの町はブラフ港の西側とアワルア湾が形作る半島の先端にある。港は町が面している狭い水道（海峡）の入口に位置している。水道の向こう側にはニュージーランド唯一のアルミニウム精錬所・積出港のあるティワイ・ポイントがある。
ブラフには死火山であるブラフ丘がそびえたっており、ブラフの町を強い西風から遮っている。この丘までの原生林を通り海岸沿いを歩く世界的な散歩道がある。この丘は、初期の捕鯨船団に Old Man's Bluff もしくは Old Man Bluff という名で知られており、この町はこの丘から名づけられた。

### 交通
ブラフはステートハイウェイ（高速国道）1号線でインバーカーギルの街から30kmほど南に進んだところにある。ステートハイウェイ1号線は、この町の南1kmのところにあるスターリング・ポイントで終点となっている。このスターリング・ポイントには、世界の主要な都市や観光地及び赤道・南極点までの距離・方角を指し示した標識が立っている。
また、メイン・サウスラインのインバーカーギルの駅から分岐するブラフ支線の終点でもある。ブラフ支線はニュージーランドで最も早く開業した鉄道路線で、1867年2月5日に開業している。
ブラフ港にはフォーボー海峡で60km南に隔てられたスチュアート島ハーフムーン・ベイへの双胴船のフェリーが発着している。この港はまた、ニュージーランドの船による南極への玄関口でもある。

### その他
この町にはかつて著名な場所として、Fred Flutey と Myrtle Flutey の夫妻（現在は共に故人）による、パウアハウスがあった。パウアハウスは普通のバンガローの外壁にまんべんなくパウア貝（ヘリトリアワビ）を貼り付けたものである。この室内にもまたまんべんなくパウア貝による装飾が施されており、また（しばしばキッチュな）パウア貝が飾られた装飾、家具、小物が大量に集められ、この家は博物館となっていた。しかしこの家は2007年3月に売却され、クライストチャーチに移築のうえ展示されている。
ブラフ港はフォーボー海峡でカキ漁をする漁船の母港でもある。ブラフのカキはジューシーかつ風味高いことで有名で、また全国的に美味として知られている。不幸にもカキの生産量は、寄生虫である Bonamia exitiosa（アセトスポラ） がカキの養殖場で蔓延したため、1990年代後半より著しく減少している。